# Nelly Arcan
Pour les articles homonymes, voir Arcand et Fortier.
Œuvres principales
- Putain (2001)
- Folle (2004)
- À ciel ouvert (2007)

Isabelle Fortier, dite Nelly Arcan, est une écrivaine québécoise, née le 5 mars 1973 à Lac-Mégantic et morte le 24 septembre 2009 à Montréal.
Son œuvre aborde la dénonciation du diktat du paraître et de façonner une image désirable pour les femmes, la peur du vieillissement, le désir de plaire à tout prix, la sexualité, la prostitution et la marchandisation du corps, le suicide.

## Biographie
Isabelle Fortier est née le 5 mars 1973 à Lac-Mégantic. Ses parents sont Yacinthe Mercier et Germain Fortier. Elle a également un frère, Erik Fortier (1969-2023),.
Nelly Arcan s'intéresse à la littérature dès son adolescence. Elle était à l'époque une fervente lectrice des romans de Stephen King. Au fil du temps, elle s'intéresse à des œuvres littéraires plus variées ainsi qu'à la philosophie. Parmi les figures d'influence qui la fascinent : le philosophe Nietzsche et le poète Lautréamont. En 1994, après des études en sciences humaines au Cégep de Sherbrooke, elle quitte Lac-Mégantic pour entreprendre des études littéraires à Montréal et s'inscrit à l’Université du Québec à Montréal. Après son baccalauréat, elle entame une maîtrise sous la direction d'Anne Élaine Cliche. Son mémoire s'intitule Le Poids des mots, ou La matérialité du langage dans Les mémoires d'un névropathe de Daniel Paul Schreber.
En 2001, elle publie Putain aux éditions du Seuil, une autofiction qui lui vaut une sélection pour les prix Médicis et Femina. Son deuxième roman, Folle (2004), lui vaut une autre sélection pour le Femina. Elle publie également des nouvelles entre 2003 et 2006.

En septembre 2007, elle fait un passage remarqué à l'émission de grande écoute Tout le monde en parle, où elle témoigne qu'elle s’est prostituée durant ses études. Elle y présente notamment son troisième et dernier roman À ciel ouvert (2007). Dans une entrevue accordée à l'écrivaine et amie Mélikah Abdelmoumen en 2007, Arcan s'exprime sur les changements stylistiques présents dans son œuvre : 

« À ciel ouvert marque une coupure par rapport à Putain et Folle. C'est un roman et non un récit d'autofiction, d'abord; ensuite, étant écrit à la troisième personne, les thèmes qui me "travaillent", notamment l'aliénation des femmes à une marche à suivre commandée par une promotion massive de leur corps, l'énigme du désir sexuel des hommes perçu comme inépuisable et rejetant, et la rencontre de ces deux réalités dans un monde où la sexualité, surinvestie, est ouvertement marchandée — bref, tous ces thèmes ne sont pas pris en charge par un monologue narré à la première personne mais par trois personnages principaux qui les incarnent à travers leurs motivations, et les événements qui les font bouger. »

 Dans sa nouvelle inédite La Honte, Arcan écrit qu'elle a vécu cette expérience comme une humiliation. La romancière Nancy Huston dénonce pour sa part « le traitement que les médias ont réservé à Nelly Arcan » et range l'écrivaine parmi « l'école nihiliste qu'elle a sévèrement critiquée dans son essai Professeurs de désespoir » paru chez Actes Sud.
En 2008, Arcan collabore avec la chorégraphe Manon Oligny en tant qu'autrice en direct pour la chorégraphie de danse contemporaine intitulée L'Écurie. Elle collabore également à la rédaction des dialogues du film Nathalie... d'Anne Fontaine et publie des chroniques dans l'hebdomadaire Ici Montréal.
Le 24 septembre 2009, Nelly Arcan est retrouvée sans vie dans son appartement du Plateau Mont-Royal, à Montréal,. Son suicide par pendaison crée une onde de choc dans le milieu littéraire et culturel.

## Analyse de l'oeuvre
Son œuvre aborde la dénonciation du paraitre et de façonner une image désirable pour les femmes, la peur du vieillissement, le diktat de la séduction et de la compétition entre femmes, la sexualité, la prostitution et la marchandisation du corps, le suicide. Dans un style mortifère et avec une réflexion nihiliste Arcan dévoile un vécu d'escort girl dans les deux autofictions que sont Putain et Folle. Son troisième ouvrage, À ciel ouvert, est en revanche un roman et aborde la compétition entre femmes rivales.

## Publications posthumes
Moins de deux mois après la mort de l'écrivaine, le roman qu'elle venait d'achever est publié. Il s'agit d'un roman de fiction contrairement à ses œuvres précédentes qui, bien que cataloguées comme romans par son éditeur, donnaient dans l'autofiction. Paradis clef en main raconte l'histoire d'une jeune femme devenue paraplégique à la suite d'une tentative de suicide ratée et son désir retrouvé pour la vie.
En 2011, les éditions du Seuil publient un recueil posthume intitulé Burqa de chair. Ce recueil contient deux récits inédits, La Robe et La Honte, une version allongée de L'Enfant dans le miroir, les réflexions de l'écrivaine sur le speed dating et sa chronique Se tuer peut nuire à la santé. En 2017, les Éditions du remue-ménage publient un recueil d'essais sur l'écrivaine intitulé Nelly Arcan ; Trajectoires fulgurantes sous la direction d'Isabelle Boisclair, Christina Chung, Joëlle Papillon et Karine Rosso.

## Hommages et postérité

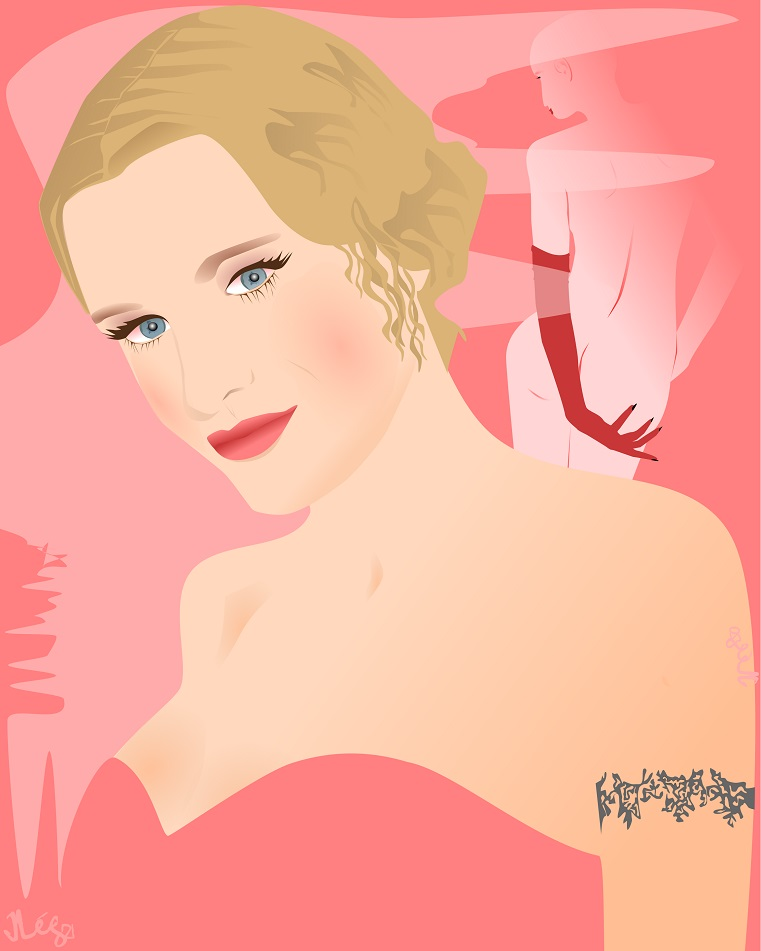
Portrait d'artiste de Nelly Arcan.

En 2013, la nouvelle bibliothèque municipale méganticoise (inaugurée le 5 mai 2014) a été nommée « La Médiathèque municipale Nelly-Arcan » en son honneur,. La romancière Camille Laurens lui dédie son roman Celle que vous croyez, paru chez Gallimard en 2016.
Toujours en 2013, les actrices Marie Brassard et Sophie Cadieux montent un spectacle théâtral intitulé La Fureur de ce que je pense et constitué d'extraits de l'œuvre d'Arcan. La production est présentée à l'Espace GO de Montréal et suscite l'enthousiasme de la critique. Le spectacle est repris en 2017 à Ottawa, puis dans le cadre du Festival TransAmérique de Montréal. L'Espace GO le remet à l'affiche en 2022.
En 2015, paraissait chez VLB éditeur, Je veux une maison faite de sorties de secours : réflexions sur la vie et l'oeuvre de Nelly Arcan, un collectif dirigé par l'autrice et journaliste Claudia Larochelle.
En janvier 2017, un film intitulé Nelly, réalisé et scénarisé par Anne Émond, évoque la vie de l'écrivaine interprétée par l'actrice Mylène Mackay. La réalisatrice revendique une interprétation libre par rapport aux éléments biographiques sur lesquels il est construit ; le film remporte plusieurs prix.
En 2019, un spectacle imaginé par Claudia Larochelle dans une mise en scène d'Alexia Bürger et présenté en ouverture du Festival international de littérature de Montréal met en scène une rencontre imaginaire entre Nelly Arcan et la poétesse américaine Sylvia Plath (également décédée par suicide en 1963) sous le titre Nelly & Sylvia. Par un croisement d'extraits de leurs textes respectifs elles « échangeront de manière posthume sur les thèmes qui les réunissent, parmi lesquels l’amour, la mort, la création, l’enfantement, la mélancolie, la révolte, les stéréotypes et les apparences ».
Cette même année, la famille annonce, en partenariat avec l'alma mater de l'autrice, la création du prix Nelly-Arcan afin d'honorer la relève étudiante en création littéraire dans le but « d’assurer la postérité de l’écrivaine ».
Le 17 juin 2022, la chanteuse Pomme dévoile le clip de Nelly, single qui rend hommage à l'autrice, issu de l'album Consolation.
Le livre Pour Britney, écrit par Louise Chennevière et paru en 2024 aux éditions P.O.L., croise les destins de Britney Spears et Nelly Arcan. Pour Chennevière, Nelly Arcan est « l’un des plus grands auteurs que cette terre ait portés ». En 2025, les éditions Avril font paraître La Vie continuée de Nelly Arcan de Johanne Rigoulot, qui retrace la vie de l'autrice québécoise.

## Œuvre
- 2001 : Putain, éditions du Seuil  (ISBN 978-2020557177)
- 2003 : La Ride (nouvelle)[33]
- 2006 : Cocaïne et Chihuahuas (nouvelle)[34] ; Saoule (nouvelle)[35]
- 2004 : Folle, éditions du Seuil  (ISBN 978-2020837903)
- 2007 : L'Enfant dans le miroir, éditions Marchand de feuilles  (ISBN 978-2922944365)
- 2007 : À ciel ouvert, éditions du Seuil  (ISBN 978-2757817506)
- 2009 : Paradis, clef en main, éditions Coups de Tête  (ISBN 978-2923603216)
- 2011 : Burqa de chair, éditions du Seuil  (ISBN 978-2021028829), publication posthume - préface de Nancy Huston ("Arcan, philosophe")
- 2013 : Premières Amours. Histoires de filles (collectif), Les éditions de la courte échelle  (ISBN 978-2-89651-860-9)

### Radio
- « Corps féminins, corps objectivés, avec Louise Chennevière et Déborah Costes », Le Book Club de France Culture, présenté par Marie Richeux.  (émission radiophonique), sur France Culture, 2 octobre 2024.
- Ovidie, « “Putain” de Nelly Arcan : pourquoi on la redécouvre enfin quatorze ans après sa mort ? », émission "Sans oser le demander", présentée par Géraldine Mosna-Savoye , sur France Culture, 30 mai 2023.
- « Ecrire la prostitution, un entretien avec l'autrice Nelly Arcan », épisode 4 du podcast "Splendeurs et misères de la prostitution", pour l'émission Les Chemins de la philosophie présentée par Raphaël Enthoven  (émission radiophonique), sur France Culture, 13 septembre 2007.